# Nasty Idols
I Nasty Idols sono un gruppo heavy metal formato a Malmö, Svezia nel 1986.
Fu uno dei tanti gruppi della allora emergente ondata sleaze metal, che in quel periodo stava crescendo anche in Scandinavia. Le loro sonorità si rifanno ad un heavy metal influenzato dallo stile di Kiss, Mötley Crüe, Sweet, New York Dolls e Alice Cooper.

## Storia
I Nasty Idols si formarono a Malmö, Svezia nel 1986, per iniziativa del frontman Andy Pierce (vero nome Anders Persson), e del bassista Dick Qwarfort. I due decisero di intraprendere questa strada sulle orme dei loro gruppi preferiti. A completare la formazione furono il batterista George Swanson ed il chitarrista Chris Vance. Il nome Nasty Idols venne trovato quando Andy Pierce, a 17 anni, venne ispirato guardando la copertina di un album dei New York Dolls nella sua stanza. La band suonò la prima data nell'agosto 1987 nella loro città natale, e subito dopo passarono alla registrazione della loro prima demo contenente i brani "Don't Walk From Love" e "Easy Come Easy Go". Nel 1988 la band trovò un accordo con la piccola etichetta locale HSM Records.

### Il successo
L'anno successivo venne pubblicato l'album di debutto intitolato Gigolos on Parole. La band cominciò a farsi notare nel loro paese e ad apparire ad alcuni programmi televisivi nazionali.
Durante il 1990 il nuovo chitarrista Peter Espinoza sostituì Johnnie Wee. La band cominciò a lavorare per la pubblicazione del secondo album. Le prime due canzoni registrate furono "Alive 'n Kickin'" e "B.I.T.C.H.". L'etichetta precedette l'uscita del full-length con un singolo nella primavera 1990, prima ancora che il gruppo avesse registrato tutti i brani del nuovo album.
Improvvisamente recensioni e altri paesi cominciarono a mostrare interesse verso la musica degli svedesi. Nel febbraio 1991 viene finalmente pubblicato il secondo album Cruel Intention, spesso definito come l'album migliore della loro carriera.
Venne girato il video per la canzone Cool Way of Living che venne mandato in onda dal programma "Headbangers Ball" di MTV, e molte delle altre emittenti in Europa. La stampa svedese ed internazionale scrisse molti articoli sull band. Nei primi due giorni riuscirono a vendere oltre 4500 copie solo in Svezia. Il secondo video "Can't Get Ya' Off My Mind" ed il terzo "Trashed 'n' Dirty" li resero affermati nel genere. Quello stesso anno suonarono a molti concerti per la promozione dell'album. Per la fine dell'anno, l'album venne inoltre pubblicato sia in Germania che in Giappone.
Nell'estate 1992 il batterista originale George Swanson venne sostituito da Stanley. Cominciarono a lavorare su nuovo materiale per il terzo album. Nell'ottobre 1993 venne pubblicato il terzo disco intitolato Vicious. Il primo video era per la traccia d'apertura "Heads Down in Tinseltown", mentre il secondo video "Ain't Got Nothin" mostrò un lato più oscuro della band.

### Il declino
Attorno al 1994 la tendenze musicali cominciarono a cambiare partendo da Seattle e portando in auge una nuova ondata di rock chiamata grunge. La band decise comunque di continuare per la loro strada ed iniziò a registrare il quarto album dopo che il chitarrista Peter Espinoza lasciò la band per altri progetti. Con un nuovo chitarrista chiamato Mikkie Nielsen la band riuscì a registrare solo qualche brano prima che la loro etichetta andasse in bancarotta.
Il titolo dell'album doveva essere The fourth Riech ma più tardi venne cambiato in Herpes For sale. Entrambi i titoli vennero ispirati dai brutti momenti che la band passò a causa del declino del genere. Così, demoralizzati dagli eventi, e senza ispirazione, la band si sciolse alla fine del 1995. L'ultimo album non venne mai realizzato (al momento) e l'unico videoclip dell'album, la reinterpretazione dei Dead Kennedys "Too Drunk To Fuck" non venne mai mandato in onda.

### Dopo lo scioglimento
Nel 1995 Pierce formò una nuova band chiamata Machinegun Kelly. Realizzarono un album intitolato "White Line Offside". Peter Espinoza realizzò un album solista e più tardi formò una band chiamata Majestic, che ebbe successo in Giappone.
Nel 1998 i Nasty Idols si riunirono in occasione di un concerto e si cominciò a parlare di un eventuale riunione. Pierce registrò un album solista intitolato "No Place for Late Regrets"
Nel 2000 i Nasty Idols si riunirono nuovamente incidendo un singolo promozionale intitolato "Something new". Ma, non ottenendo molti consensi, il progetto ebbe breve vita e non fu una vera e propria riunione.
Nel 2002 l'etichetta americana Perris Records ristampò nuovamente tutti gli album dei Nasty Idols incluso l'album irrealizzato Heroes for Sale del 1995. Due anni dopo Pierce pubblicò un EP di 4 tracce con la sua nuova band, i United Enemies. L'anno successivo Pierce e la sua nuova band pubblicarono il primo full-length All The Sick Things We Do.
Il contratto dei Nasty Idols con la Perris Records scadde. Firmarono così un contatto con l'etichetta svedese Swedmetal Records. I Nasty Idols erano interessati a far uscire un "Best Of" album per il mercato scandinavo. La Swedmetal Records volle ristampare nuovamente tutti i loro album.
Nel 2006 venne poi stampata la raccolta The Swedish Sleaze Collection, mentre si stava aprendo anche la possibilità di partecipare allo Sweden Rock Festival.

### Reunion
Dopo aver contattato i membri dei tempi di Vicious i Nasty Idols decisero di riunirsi ufficialmente. Questa nuova formazione vedeva però nel ruolo di batterista al posto di Stanley il nuovo membro Ricci Dahl, proveniente dalla band di Pierce United Enemies. Dopo il successo ottenuto al Sweden Rock Festival, la band volle proseguire con un tour. Il tour "Rejects On The Road" partì quindi a settembre. Rimasero impegnati l'intero anno in tour di successo in Svezia.
Nel 2007 la band continuò i tour in giro per l'Europa. Il 25 maggio venne pubblicato un DVD di due ore che include un concerto del 2006 ed un documentario del dietro le quinte.
I Nasty Idols continuano la loro carriera, annunciando la prossima uscita di un nuovo album.

### La morte di Andy Pierce
Il frontman dei Nasty Idols, Andy Pierce, è morto improvvisamente all'età di 45 anni il 5 dicembre 2013 a casa della sua fidanzata, in Danimarca, a causa di un'emorragia cerebrale.

## Lineup

### Attuale
- Peter Espinoza - Chitarra (1990-1994, 2006-oggi)
- Dick Qwarforth - Basso (1987-1995, 2006-oggi)
- Rikki Dahl - Batteria (2006-oggi)

### Ex componenti
- Chris Vance - Chitarra (1987)
- Jonnie Wee - Chitarra (1987-90)
- Mikkie Nielsen - Chitarra (1994-95)
- George Svensson - Batteria (1987-1992)
- Stanley - Batteria (1992-1995)
- Andy Pierce - Voce (1987-1995, 2006-2013, R.I.P.)

### Collaboratori
- Roger White - Tastiere

## Discografia
Album in studio
- 1989 - Gigolos on Parole
- 1991 - Cruel Intention
- 1993 - Vicious
- 2002 - Heroes for Sale
- 2009 - Boys Town
- 2012 - Kalifornia

| Kalifornia (CD, Album) | Perris Records | PER4112 | 2012 |

Raccolte
- 2002 - Best of Nasty Idols
- 2006 - The Swedish Sleaze Collection